# Landesliga Burgenland
Die Landesliga Burgenland oder auch kurz Burgenlandliga ist die Fußball-Landesliga des österreichischen Bundeslands Burgenland. Sie ist im Fußball-Ligasystem in Österreich die vierthöchste Liga.

## Geschichte
Anfänge bis zum Zweiten Weltkrieg
| Saison                                                                                            | Meister                        |
| Eisenstädter Kreis                                                                                | Eisenstädter Kreis             |
| ------------------------------------------------------------------------------------------------- | ------------------------------ |
| 1922                                                                                              | SV Oberwart                    |
| 1922/23                                                                                           | keine Meisterschaft            |
| 1924 K2                                                                                           | ASV Neufeld (zu wenig Runden)  |
| Finalturnier                                                                                      |                                |
| 1925 K1                                                                                           | SC Parndorfer Sturm            |
| 1925/26                                                                                           | ASV Neufeld                    |
| 1926/27                                                                                           | ASV Neufeld                    |
| 1927/28                                                                                           | ASV Neufeld                    |
| 1928/29                                                                                           | ASV Neufeld                    |
| 1929/30                                                                                           | ASV Neufeld                    |
| 1930/31                                                                                           | SC Pinkafeld                   |
| 1931/32                                                                                           | SC Pinkafeld                   |
| 1932/33                                                                                           | Oberwarter Athletiksportverein |
| 1933/34                                                                                           | SC Pinkafeld                   |
| 1934/35                                                                                           | SC Pinkafeld                   |
| 1935/36                                                                                           | SC Pinkafeld                   |
| 1936/37                                                                                           | SC Pinkafeld                   |
| 1937 – 1945                                                                                       | keine Meisterschaft            |
| K1 Änderung des Meisterschaftsmodus und Umbenennung der Liga. K2 Meisterschaft wurde abgebrochen. |                                |

Zwischen den zwei Weltkriegen wurde die Meisterschaft im Burgenland in drei regionale Gruppen eingeteilt: Kreis Parndorf, Kreis Eisenstadt und Kreis Oberwart. Die Meister von diesen Gruppen ermittelten am Saisonende den burgenländischen Landesmeister. Den ersten Titel konnte 1922 der SV Oberwart erobern. In der Saison 1923/24 wurde keine Meisterschaft ausgetragen und im Jahr 1924 wurde die Meisterschaft, der ASV Neufeld in Führung liegend, gar nicht zu Ende gespielt. 1925 gewann der SC Parndorf Sturm. Ab 1925/26 konnte sich der ASV Neufeld fünf Mal hintereinander Meister nennen, Pinkafeld von 1931 bis 1937 sechs Mal. Unterbrochen wurde die Siegesserie von Pinkafeld nur von dem Oberwarter Athletiksportverband.
1945–1950 Neugründung und erste Jahre des BFV
| Saison                                                        | Meister              |
| 1. Klasse Burgenland                                          | 1. Klasse Burgenland |
| ------------------------------------------------------------- | -------------------- |
| 1945/46 K1                                                    | ASV Neufeld          |
| 1946/47                                                       | SC Oberwart 1912     |
| 1947/48                                                       | SC Oberwart 1912     |
| 1948/49                                                       | SC Oberwart 1912     |
| Landesliga Burgenland                                         |                      |
| 1949/50 K1                                                    | ASV Siegendorf       |
| K1 Änderung des Meisterschaftsmodus und Umbenennung der Liga. |                      |

In der 1. Klasse Burgenland, die von 1945 bis 1949 als erste Leistungsstufe im Burgenland bestand, konnte der ASV Neufeld gleich die die erste Meisterschaft 1945 gewinnen, bevor der SC Oberwart drei Mal in Serie gewann. 1949/50 wurde die Liga in Landesliga Burgenland umbenannt und als zweite Spielstufe in Österreich eingestuft, die Meisterschaft holte sich ASV Siegendorf.
1950–1959 Landesliga Burgenland (3. Spielklasse)
| Saison                                                        | Meister               |
| Landesliga Burgenland                                         | Landesliga Burgenland |
| ------------------------------------------------------------- | --------------------- |
| 1950/51 K1                                                    | SC Oberwart 1912      |
| 1951/52                                                       | ASV Neufeld           |
| 1952/53                                                       | SV Mattersburg        |
| 1953/54                                                       | ASV Siegendorf        |
| 1954/55                                                       | SC Oberwart 1912      |
| 1955/56                                                       | SV Mattersburg        |
| 1956/57                                                       | SV Mattersburg        |
| 1957/58                                                       | ASV Neufeld           |
| 1958/59                                                       | SC Eisenstadt         |
| K1 Änderung des Meisterschaftsmodus und Umbenennung der Liga. |                       |

Ab 1950 wurde die Landesliga Burgenland zur dritten Spielstufe, da die Staatsliga B als zweite Spielklasse eingeführt wurde. Bis 1960 trugen sich folgende Mannschaften in die Siegesliste ein: SV Mattersburg dreimal, SC Oberwart und ASV Neufeld zweimal und ASV Siegendorf und SC Eisenstadt einmal.
1959–1974 Landesliga Burgenland (3. Spielklasse)
| Saison                | Meister               |
| Landesliga Burgenland | Landesliga Burgenland |
| --------------------- | --------------------- |
| 1959/60               | SC Pinkafeld          |
| 1960/61               | ASV Neufeld           |
| 1961/62               | SC Eisenstadt         |
| 1962/63               | SV Mattersburg        |
| 1963/64               | SV Deutschkreutz      |
| 1964/65               | SC Pinkafeld          |
| 1965/66               | SV Loipersbach        |
| 1966/67               | SC Pinkafeld          |
| 1967/68               | SC Oberwart 1912      |
| 1968/69               | UFC Frauenkirchen     |
| 1969/70               | USV Rudersdorf        |
| 1970/71               | ASV Siegendorf        |
| 1971/72               | SV Rechnitz           |
| 1972/73               | ASV Siegendorf        |
| 1973/74               | ASV Kittsee           |

In der Saison 1959/60 wurde die zweite Liga, die Staatsliga B, in Regionalliga Ost umbenannt und es spielten nur mehr Vereine aus dem Burgenland, Niederösterreich und Wien mit. Die Vereine aus Oberösterreich und Steiermark agierten ab nun in der neuen Regionalliga Mitte. In den nächsten Jahren gab es zwölf verschiedene Meister: Pinkafeld wurde dreimal Meister, ASV Siegendorf zweimal, ASV Neufeld, SC Eisenstadt, SV Mattersburg, SV Deutschkreutz, SV Loipersdorf, SC Oberwart, UFC Frauenkirchen, USV Rudersdorf, SV Rechnitz und ASV Kittsee einmal.
1974–1980 Landesliga Burgenland (4. Spielklasse)
| Saison                | Meister               |
| Landesliga Burgenland | Landesliga Burgenland |
| --------------------- | --------------------- |
| 1974/75               | SC Oberwart 1912      |
| 1975/76               | SC Neusiedl am See    |
| 1976/77               | USV Rudersdorf        |
| 1977/78               | SV Leithaprodersdorf  |
| 1978/79               | SV Güssing            |
| 1979/80               | SC Oberwart 1912      |

In der Saison 1974/75 wurde die Bundesliga als neue erste Spielklasse eingeführt. Die Nationalliga, die bisher als erste Klasse fungierte, war die neue zweite Spielklasse. Durch diese Reform wurde die Landesliga Burgenland nach der Regionalliga Ost die vierte Spielklasse. 1974/75 und 1979/80 gewann der SC Oberwart die Meisterschaft. Dazwischen gab es mit SC Neusiedl am See, USV Rudersdorf, SV Leithaprodersdorf und SV Güssing und vier verschiedene Meister.
1980–1984 Landesliga Burgenland (3. Spielklasse)
| Saison                | Meister               |
| Landesliga Burgenland | Landesliga Burgenland |
| --------------------- | --------------------- |
| 1980/81               | SV Oberwart           |
| 1981/82               | UFC Purbach           |
| 1982/83               | SV Neuberg            |
| 1983/84               | SV Oberwart           |

1980 wurde die Regionalliga Ost abgeschafft und die Landesligameister aus Burgenland, Niederösterreich und Wien spielten ein Aufstiegsplayoff. 1981 und 1984 gewann der SV Oberwart den Meistertitel. Die restlichen Meistertitel in dieser Zeit gewannen der UFC Purbach und SV Neuberg.
1984–1995 Landesliga Burgenland (4. Spielklasse)
| Saison                | Meister               |
| Landesliga Burgenland | Landesliga Burgenland |
| --------------------- | --------------------- |
| 1984/85               | USV Rudersdorf        |
| 1985/86               | ASK Baumgarten        |
| 1986/87               | SC Pinkafeld          |
| 1987/88               | SV Güssing            |
| 1988/89               | SV Gols               |
| 1989/90               | SV Sigleß             |
| 1990/91               | ASK Baumgarten        |
| 1991/92               | SC Eisenstadt         |
| 1992/93               | ASKÖ Klingenbach      |
| 1993/94               | SV Mattersburg        |
| 1994/95               | ASK Baumgarten        |

Seit der Saison 1984/85 ist die Landesliga Burgenland die vierthöchste Spielklasse unterhalb der wiederbelebten Regionalliga Ost. Der ASK Baumgarten konnte in dieser Zeit drei Mal den Meistertitel gewinnen: 1986, 1991 und 1995. Die restlichen Meistertitel gewannen USV Rudersdorf, SC Pinkafeld, SV Güssing, SV Gols, SV Sigleß, SC Eisenstadt, ASKÖ Klingenbach und SV Mattersburg.
Seit 1995 Burgenlandliga (4. Spielklasse)
| Saison | Meister                                           |
| BVZ Burgenlandliga                                                                                        | BVZ Burgenlandliga                                |
| --- | ------------------------------------------------- |
| 1995/96 K1 K2                                                                                             | SC Eisenstadt                                     |
| 1996/97                                                                                                   | SV Neuberg                                        |
| 1997/98                                                                                                   | SV Deutschkreutz                                  |
| 1998/99                                                                                                   | SV Rohrbach                                       |
| 1999/2000                                                                                                 | SC Eisenstadt                                     |
| 2000/01                                                                                                   | SV Rohrbach                                       |
| 2001/02                                                                                                   | SV Oberwart                                       |
| 2002/03                                                                                                   | SC-ESV Parndorf 1919                              |
| 2003/04                                                                                                   | SC Ritzing                                        |
| 2004/05                                                                                                   | SC Neusiedl am See                                |
| 2005/06                                                                                                   | ASK Baumgarten                                    |
| 2006/07                                                                                                   | SV Mattersburg II                                 |
| 2007/08                                                                                                   | SV Stegersbach                                    |
| 2008/09                                                                                                   | ASK Baumgarten                                    |
| 2009/10                                                                                                   | SC Ritzing                                        |
| 2010/11                                                                                                   | SV Stegersbach                                    |
| 2011/12                                                                                                   | SV Oberwart                                       |
| 2012/13                                                                                                   | SV Neuberg                                        |
| 2013/14                                                                                                   | SC-ESV Parndorf 1919 II                           |
| 2014/15                                                                                                   | SV Oberwart                                       |
| 2015/16                                                                                                   | SV Eberau                                         |
| 2016/17                                                                                                   | SV Mattersburg II                                 |
| 2017/18                                                                                                   | SV Mattersburg II                                 |
| 2018/19                                                                                                   | ASV Draßburg                                      |
| Burgenlandliga                                                                                            |                                                   |
| 2019/20                                                                                                   | wegen COVID-19-Pandemie in Österreich abgebrochen |
| 2020/21                                                                                                   | wegen COVID-19-Pandemie in Österreich abgebrochen |
| 2021/22                                                                                                   | ASV Siegendorf                                    |
| 2022/23                                                                                                   | SV Oberwart                                       |
| 2023/24                                                                                                   | ASV Siegendorf                                    |
| 2024/25                                                                                                   | SC-ESV Parndorf 1919                              |
| K1 Änderung des Meisterschaftsmodus und Umbenennung der Liga. K2 1995/96: Einführung der Dreipunkteregel. |                                                   |

Ab 1995 wurde die BVZ Burgenlandliga das erste Mal ausgespielt, erster Meister wurde der SC Eisenstadt. Bis zum Jahr 2000 konnten sich SV Neuberg, SV Deutschkreutz, SV Rohrbach und zum zweiten Mal der SC Eisenstadt Meister nennen.
Ein Jahr drauf wiederholte der SV Rohrbach nach 1999 sein Meisterstück. In den nächsten sieben Jahren gab es ebenso viele verschiedene Meister: SV Oberwart, SC-ESV Parndorf 1919, SC Ritzing, SC Neusiedl am See, ASK Baumgarten, die 2. Mannschaft des SV Mattersburg und der SV Stegersbach. So wie 2006 wurde auch 2009 der ASK Baumgarten Meister.
Den Meistertitel seit 2010 konnte SV Oberwart zweimal und SC Ritzing, SV Stegersbach, SV Neuberg, die 2. Mannschaft von SC-ESV Parndorf 1919 gewinnen. In der Saison 2015/16 trat der Fall ein, dass der Meister SV Eberau aus finanziellen Erwägungen auf den Aufstieg verzichtete, der SV Mattersburg II aufgrund der Statuten nicht aufsteigen durfte und sich auch sonst kein Verein der Landesliga bereit erklärte. Die Meisterschaft der Saison 2016/17 entscheidete die 2. Mannschaft des SV Mattersburg für sich. Mattersburg musste eine Relegation gegen die 2. Mannschaft des SKN St. Pölten spielen um einen Platz in der Regionalliga Ost spielen, da nur vier Amateurmannschaften in der Regionalliga erlaubt sind. Das Relegationsspiel ging mit einem Gesamtergebnis von 4:2 verloren.

## Bezeichnung (Sponsor)
Die Landesliga im Burgenland wird seit 1995 mit einem Sponsor im Namenszug ausgetragen. Davor wurde die oberste Liga Landesliga Burgenland genannt. Folgende Sponsoren beziehungsweise Namensänderungen hat die Landesliga in ihrer Namensgebung gehabt.
- Eisenstädter Kreis (Finalturnier): 1922–1936/37
- 1. Klasse Burgenland: 1945/46–1948/49 und 1960/61–1969/70
- Landesliga Burgenland: 1949/50–1959/60 und 1970/71–1994/95
- Burgenlandliga: seit 1995/96
- der Sponsor ist im Namenszug in Verbindung mit 'Burgenlandliga':
  - BVZ Burgenlandliga: 1995/96–2017/18 (Namensgeber: BVZ Burgenländische Volkszeitung GmbH)
  - Burgenlandliga: seit 2018/19

## Spielmodus
Die Liga umfasst sechzehn Teams, wobei jeder Verein gegen jeden andere je ein Heim- und ein Auswärtsspiel bestreitet. Eine Saison umfasst insgesamt also 30 Spieltage. Der nach Saisonende Tabellenerste ist zum Aufstieg in die drittklassige Regionalliga Ost berechtigt. Die Anzahl der Vereine, die in die fünftklassige II. Liga Burgenland absteigen, hängt von der Anzahl an Burgenländischen Absteigern in der Regionalliga Ost zusammen und variiert. Aus den drei II. Ligen Nord, Mitte und Süd steigt jeweils ein Verein in die Landesliga auf.

## Teilnehmer
Folgende Vereine nehmen an der Saison 2024/25 teil:
| - SC Bad Sauerbrunn - FC Deutschkreutz - ASV Draßburg - SpG Edelserpentin (Bernstein/Stuben) - USV Halbturn - ASK Horitschon | - UFC Jennersdorf - ASKÖ Klingenbach - ASK Kohfidisch - SV Leithaprodersdorf - Mattersburger Sportverein 2020 - SC Pama | - SC-ESV Parndorf 1919 - SC Pinkafeld - SV Schattendorf - SV St. Margarethen |

## Titelträger
Die Titelträger bis zur Saison 1944/45
6 Meistertiteln
SC Pinkafeld (1931, 1932, 1934, 1935, 1936, 1937)
5 Meistertiteln
ASV Neufeld (1926, 1927, 1928, 1929, 1930)
2 Meistertiteln
SC Oberwart 1912 (1922, 1933)
1 Meistertitel
SC Parndorfer Sturm (1925)

Die Titelträger seit der Saison 1945/46
14 Meistertiteln
SC Oberwart 1912 (1947. 1948. 1949, 1951, 1955, 1968, 1975, 1980, 1981, 1984, 2002, 2012, 2015, 2023)
8 Meistertiteln
SV Mattersburg (1953, 1956, 1957, 1963, 1994, 2007 M1, 2017 M1, 2018 M1)
6 Meistertiteln
ASV Siegendorf (1950, 1954, 1971, 1973, 2022, 2024)
5 Meistertiteln
ASK Baumgarten (1986, 1991, 1995, 2006, 2009)
SC Eisenstadt (1959, 1962, 1992, 1996, 2000)
4 Meistertiteln
SC Pinkafeld (1960, 1965, 1967, 1987)
ASV Neufeld (1946, 1952, 1958, 1961)
3 Meistertiteln
SC-ESV Parndorf 1919 (2003, 2014 M1, 2025)
SV Neuberg (1983, 1997, 2013)
USV Rudersdorf (1970, 1977, 1985)
2 Meistertiteln
| SV Stegersbach (2008, 2011) SC Ritzing (2004, 2010) SC Neusiedl am See (1976, 2005) | SV Rohrbach (1999, 2001) SV Deutschkreutz (1964, 1998) SV Güssing (1979, 1988) |

1 Meistertitel
| ASV Draßburg (2019) SV Eberau (2016) ASKÖ Klingenbach (1993) SV Sigleß (1990) | SV Gols (1989) UFC Purbach (1982) SV Loipersbach (1966) UFC Frauenkirchen (1969) |